# Finn Wittrock
Peter "Finn" Wittrock Jr. (sinh ngày 28/10/1984) là nam diễn viên, biên kịch người Mỹ. Vai diễn điện ảnh đầu tiên của anh là trong phim Halloweentown High (2004).
Năm 2014, anh nhận được nhiều đánh giá tích cực qua các phim như The Normal Heart, Noah và Unbroken. Cũng trong năm này, anh được một đề cử giải Primetime Emmy cho vai Dandy Mott trong phim truyền hình kinh dị American Horror Story: Freak Show. Năm 2015, anh đóng hai vai Tristan Duffy và Rudolph Valentino trong American Horror Story: Hotel. Năm 2020, anh vào vai sát nhân hàng loạt Edmund Tolleson trong Ratched.

## Thời thơ ấu
Wittrock sinh ra tại Lenox, Massachusetts. Mẹ anh là Kate Claire Crowley, giảng viên khoa phục hồi chức năng ở Đại học South California, cha anh là Peter L. Wittrock, Sr., một diễn viên. Anh có một em trai tên Dylan. Tuổi thơ nam diễn viên gắn liền với sân khấu Shakespeare & Company nơi cha anh hoạt động, tại đây anh thường vào vai đọc lời dẫn truyện. Lớn lên, anh theo học trường Trung học nghệ thuật Los Angeles.

## Đời tư
Ngày 18/10/2014, Wittrock kết hôn với bạn học cùng trường Juilliard là Sarah Roberts. Tháng 3 năm 2019, cặp đôi sinh được một con trai đầu lòng tên Jude.